# Hora do Povo
Hora do Povo é um jornal brasileiro editado pelo Instituto Brasileiro de Comunicação Social, com uma edição que vai às bancas a cada dois dias.
Publica diversos artigos e acontecimentos, como os do Oriente Médio, a Guerra do Iraque, congressos estudantis e congressos sindicais. A linha editorial do periódico é de esquerda, com a defesa de Cuba e do ex-presidente da Venezuela, Hugo Chávez, bem como do atual, Nicolás Maduro.
É editado e distribuído pelo Movimento Revolucionário Oito de Outubro (MR8) desde os anos da ditadura militar, quando era produzido de maneira clandestina.